# Bandera de San Marino

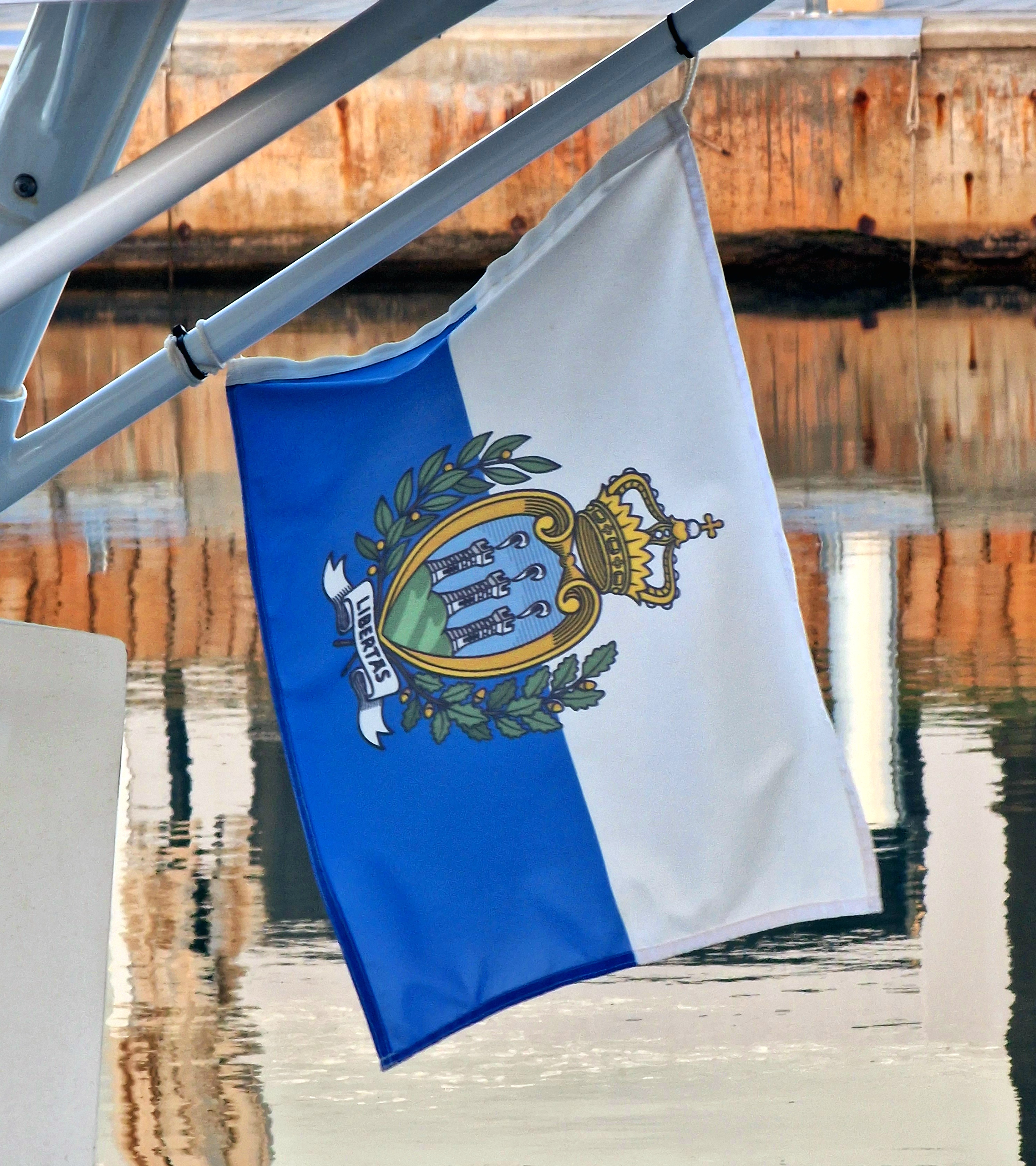
Bandera de San Marino en una embarcación del puerto de Cala d'Or, España

La bandera de San Marino está compuesta por dos franjas horizontales del mismo tamaño, de color blanco la superior y azul claro la inferior. La bandera del Estado incorpora el escudo nacional en el centro. En el blasón figuran tres torres sobre tres picos, está rodeado por una rama de laurel y otra de roble y rematado con una corona cerrada como símbolo de su soberanía. En la parte inferior del escudo figura, en una cinta blanca, el lema nacional: L I B E R T A S (latín: «libertad»). También es frecuente que se omita el escudo en banderas civiles.

## Hístoricas

Bandera atestiguada en 1457, hipótesis de Malagola
Bandera atestiguada en 1457, hipótesis de Casali
Bandera de San Marino antes de la normalización de 2011

## Otras banderas

Bandera civil (r. 3:4)
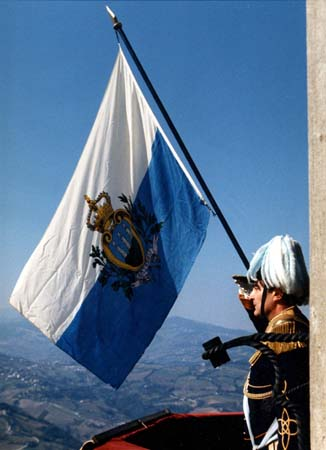
Un guardia saludando a la Bandera Nacional